# زرین‌آباد (کازرون)
زرین‌آباد یا زرین‌آباد دره‌شوری روستایی در دهستان دریس بخش مرکزی شهرستان کازرون استان فارس ایران است.

## جمعیت
بر پایه سرشماری عمومی نفوس و مسکن در سال ۱۳۹۵ جمعیت این روستا ۱٬۱۳۷ نفر (۳۲۸خانوار) بوده‌است.